# Тельхуну
Тельхуну, также известная как Тельхуму, — царица-регент кедаритов, кочевых арабских племён, правившая в VII веке до н. э., около 690 года до н. э.. Она наследовала царице Ятие, а её преемницей была Табуа.
Она была четвёртой из шести арабских цариц, существование которых были засвидетельствовано (как саррату) в ассирийских документах периода между правлениями царей Тиглатпаласара III и Ашшурбанапала. К ним также относились Забибе, Шамси, Ятие, Табуа и Адия, все они кроме последней обладали фактической властью. Согласно ассирийским текстам Тельхуну также служила апкал-лату (жрицей) своего народа.
В 690 году до н. э. ассирийцы под предводительством царя Синаххериба полностью обезопасили Ассирию со стороны юго-запада, нанеся поражение царице Тельхуну и её «спутнику-мужчине» Казаилу, разграбя Адуму и привезли пленённую арабскую правительницу в Ниневию вместе с огромной добычей, включавшей в себя верблюдов, божественные статуи, пряности и драгоценности.
Когда царём Ассирии стал Асархаддон, он заключил мир с кедаритами в Адуму, отослав назад божественные статуи Аллат, Нахи и Ороталта вместе с принцессой Табуа, родственницей и преемницей Тельхуну, бывшей, возможно, её дочерью от Синаххериба.